# At-Tuwajm
At-Tuwajm – wieś w Syrii, w muhafazie Idlib. W 2004 roku liczyła 183 mieszkańców.